# Турмансбанг
Турмансбанг (нім. Thurmansbang) — громада в Німеччині, знаходиться в землі Баварія. Підпорядковується адміністративному округу Нижня Баварія. Входить до складу району Фраюнг-Графенау. Центр об'єднання громад Турмансбанг.
Площа — 32,95 км2. Населення становить 2440 ос. (станом на 31 грудня 2020).

## Галерея

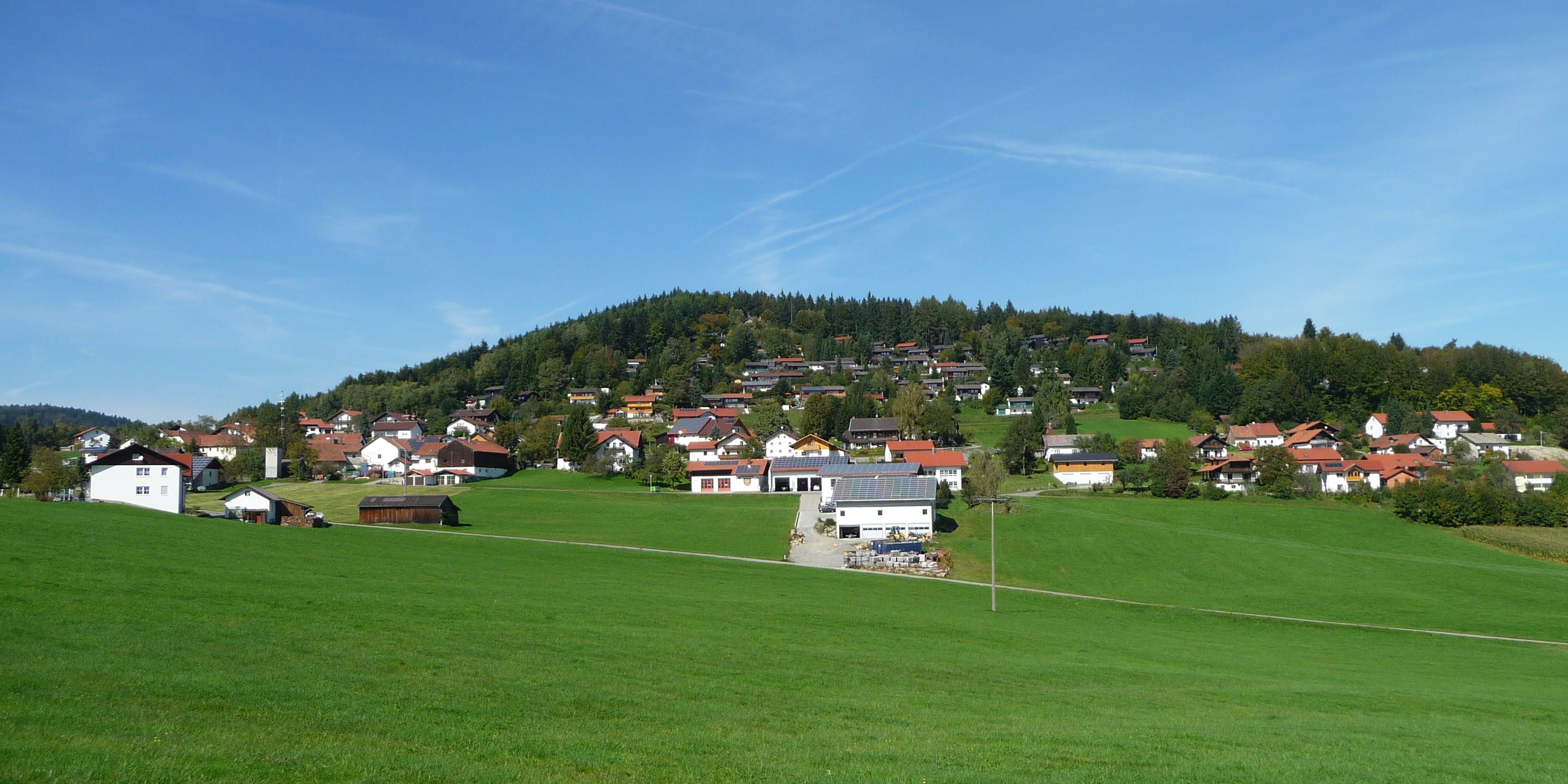